# Lutas nos Jogos Olímpicos de Verão de 2008
As competições de luta nos Jogos Olímpicos de Verão de 2008 foram disputadas entre 9 e 19 de agosto em Pequim, na China. Os eventos realizam-se no Ginásio da Universidade de Agricultura da China. A luta é dividida em duas disciplinas: luta greco-romana e luta livre divididos em diversas categorias de peso. Foi a segunda vez que se realizou um evento de luta feminina nos Jogos Olímpicos.

## Calendário
| Agosto | 6 | 7 | 8 | 9 | 10 | 11 | 12 | 13 | 14 | 15 | 16 | 17 | 18 | 19 | 20 | 21 | 22 | 23 | 24 |
| ------ | - | - | - | - | -- | -- | -- | -- | -- | -- | -- | -- | -- | -- | -- | -- | -- | -- | -- |
| Lutas  |   |   |   |   |    |    | 2  | 2  | 3  | 2  | 2  |    | 2  | 2  | 3  |    |    |    |    |

|  | Dia de competição |  | Dia de final |

## Eventos

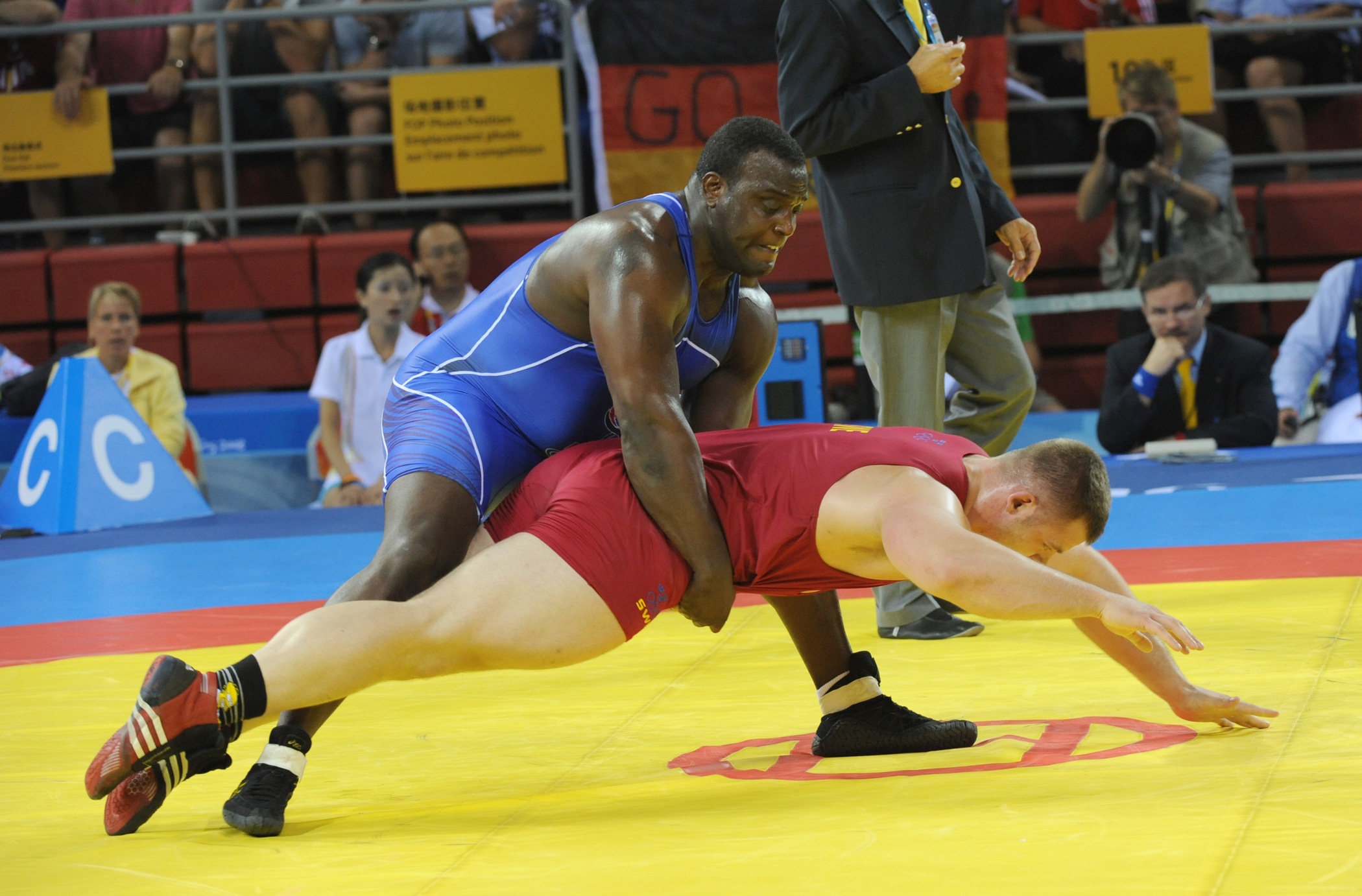
Luta entre o estadunidense Dremiel Byers (azul) e o sueco Jalmar Sjoberg na categoria greco-romana até 120kg.

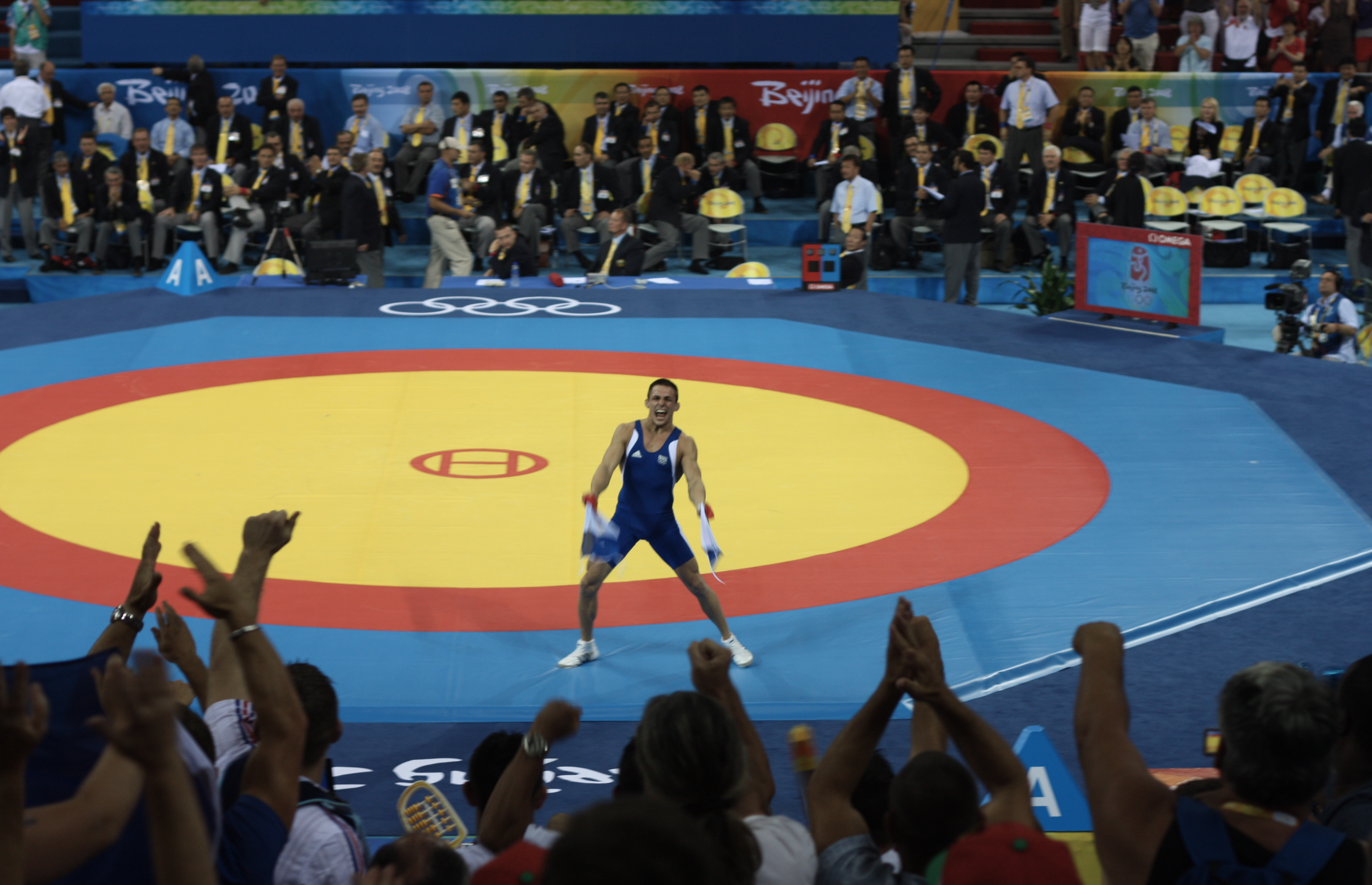
Steeve Guenot foi o campeão na categoria até 66kg da luta greco-romana.

Dezoito conjuntos de medalhas foram concedidas nos seguintes eventos:
Luta greco-romana masculino
- 55 kg
- 60 kg
- 66 kg
- 74 kg
- 84 kg
- 96 kg
- 120 kg

Luta livre masculino
- 55 kg
- 60 kg
- 66 kg
- 74 kg
- 84 kg
- 96 kg
- 120 kg

Luta livre feminino
- 48 kg
- 55 kg
- 63 kg
- 72 kg

## Medalhistas

### Luta livre
Masculino
| Evento                     | Ouro                             | Prata                             | Bronze                                                    |
| -------------------------- | -------------------------------- | --------------------------------- | --------------------------------------------------------- |
| Até 55 kg detalhes         | Henry Cejudo USA Estados Unidos  | Tomohiro Matsunaga JPN Japão      | Besik Kudukhov RUS Rússia Radoslav Velikov BUL Bulgária   |
| Até 60 kg (nota) detalhes  | Mavlet Batirov RUS Rússia        | Kenichi Yumoto JPN Japão          | Morad Mohammadi IRI Irã Bazar Bazarguruev KGZ Quirguistão |
| Até 66 kg detalhes         | Ramazan Şahin TUR Turquia        | Andriy Stadnik UKR Ucrânia        | Sushil Kumar IND Índia Otar Tushishvili GEO Geórgia       |
| Até 74 kg (nota) detalhes  | Buvaisar Saitiev RUS Rússia      | Murad Gaidarov BLR Bielorrússia   | Kiril Terziev BUL Bulgária Gheorghiță Ștefan ROU Romênia  |
| Até 84 kg detalhes         | Revazi Mindorashvili GEO Geórgia | Yusup Abdusalomov TJK Tajiquistão | Taras Danko UKR Ucrânia Georgy Ketoev RUS Rússia          |
| Até 96 kg (nota) detalhes  | Shirvani Muradov RUS Rússia      | George Gogshelidze GEO Geórgia    | Michel Batista CUB Cuba Khetag Gazyumov AZE Azerbaijão    |
| Até 120 kg (nota) detalhes | Bakhtiyar Akhmedov RUS Rússia    | David Musuľbes SVK Eslováquia     | Disney Rodriguez CUB Cuba Marid Mutalimov KAZ Cazaquistão |

Feminino
| Evento             | Ouro                    | Prata                        | Bronze                                                           |
| ------------------ | ----------------------- | ---------------------------- | ---------------------------------------------------------------- |
| Até 48 kg detalhes | Carol Huynh CAN Canadá  | Chiharu Icho JPN Japão       | Mariya Stadnik AZE Azerbaijão Irini Merleni UKR Ucrânia          |
| Até 55 kg detalhes | Saori Yoshida JPN Japão | Xu Li CHN China              | Tonya Verbeek CAN Canadá Jackeline Rentería COL Colômbia         |
| Até 63 kg detalhes | Kaori Icho JPN Japão    | Alyona Kartashova RUS Rússia | Yelena Shalygina KAZ Cazaquistão Randi Miller USA Estados Unidos |
| Até 72 kg detalhes | Wang Jiao CHN China     | Stanka Zlateva BUL Bulgária  | Kyoko Hamaguchi JPN Japão Agnieszka Wieszczek POL Polônia        |

### Luta greco-romana
| Evento                     | Ouro                         | Prata                                | Bronze                                                         |
| -------------------------- | ---------------------------- | ------------------------------------ | -------------------------------------------------------------- |
| Até 55 kg detalhes         | Nazyr Mankiev RUS Rússia     | Rovshan Bayramov AZE Azerbaijão      | Roman Amoyan ARM Armênia Park Eun-chul KOR Coreia do Sul       |
| Até 60 kg (nota) detalhes  | Islam-Beka Albiev RUS Rússia | Nurbakyt Tengizbayev KAZ Cazaquistão | Ruslan Tumenbaev KGZ Quirguistão Sheng Jiang CHN China         |
| Até 66 kg detalhes         | Steeve Guenot FRA França     | Kanatbek Begaliev KGZ Quirguistão    | Mikhail Siamionau BLR Bielorrússia Armen Vardanyan UKR Ucrânia |
| Até 74 kg detalhes         | Buvaisar Saitiev GEO Geórgia | Chang Yongxiang CHN China            | Christophe Guenot FRA França Yavor Yanakiev BUL Bulgária       |
| Até 84 kg detalhes         | Andrea Minguzzi ITA Itália   | Zoltán Fodor HUN Hungria             | Nazmi Avluca TUR Turquia Não atribuída*                        |
| Até 96 kg (nota) detalhes  | Aslanbek Khushtov RUS Rússia | Mirko Englich GER Alemanha           | Marek Švec CZE República Checa Adam Wheeler USA Estados Unidos |
| Até 120 kg (nota) detalhes | Mijaín López CUB Cuba        | Mindaugas Mizgaitis LTU Lituânia     | Yannick Szczepaniak FRA França Yuri Patrikeev ARM Armênia      |

* Ara Abrahamian, da Suécia, originalmente ganhou uma das duas medalhas de bronze de categoria até 84 kg, mas foi desclassificado pelo Comitê Olímpico Internacional após atirar a medalha de bronze ao chão em protesto por considerar injustiça dos árbitros durante sua luta semifinal. A medalha não foi realocada para nenhum outro atleta.

## Doping
Em 26 de outubro de 2016, dois lutadores foram desclassificados dos Jogos de Pequim após a reanálise de seus teste antidoping apontar o uso de substâncias proibidas: Soslan Tigiev, do Uzbequistão, perdeu e medalha de prata na categoria até 74 kg da luta livre e Taimuraz Tigiyev, do Cazaquistão, também perdeu a prata na categoria até 96 kg da luta livre, ambos por uso de turinabol.
Em 17 de novembro de 2016, outros três lutadores do estilo greco-romano foram desclassificados como consequência da reanálise dos exames antidoping. O azeri Vitaliy Rahimov, prata na categoria até 60 kg (turinabol), o cazaque Asset Mambetov, bronze na categoria até 96 kg (estanozolol), e o russo Khasan Baroyev, prata na categoria até 120 kg (turinabol).
Dois lutadores foram desclassificados em 5 de abril de 2017: Vasyl Fedoryshyn, da Ucrânia, medalhista de prata na categoria até 60 kg da luta livre por uso de turinabol, e Artur Taymazov, do Uzbequistão, ouro na categoria até 120 kg da luta livre por turinabol e estanozolol.
Todas as medalhas foram realocadas pela United World Wrestling.

## Quadro de medalhas
| Ordem | País                | Medalha de ouro | Medalha de prata | Medalha de bronze |    | Ordem por total |
| ----- | ------------------- | --------------- | ---------------- | ----------------- | -- | --------------- |
| 1     | RUS Rússia          | 7               | 1                | 2                 | 10 | 1               |
| 2     | JPN Japão           | 2               | 3                | 1                 | 6  | 2               |
| 3     | GEO Geórgia         | 2               | 1                | 1                 | 4  | 3               |
| 4     | CHN China           | 1               | 2                | 1                 | 4  | 3               |
| 5     | CUB Cuba            | 1               |                  | 2                 | 3  | 7               |
|       | USA Estados Unidos  | 1               |                  | 2                 | 3  | 7               |
|       | FRA França          | 1               |                  | 2                 | 3  | 7               |
| 8     | CAN Canadá          | 1               |                  | 1                 | 2  | 13              |
|       | TUR Turquia         | 1               |                  | 1                 | 2  | 13              |
| 10    | ITA Itália          | 1               |                  |                   | 1  | 17              |
| 11    | BUL Bulgária        |                 | 1                | 3                 | 4  | 3               |
|       | UKR Ucrânia         |                 | 1                | 3                 | 4  | 3               |
| 13    | AZE Azerbaijão      |                 | 1                | 2                 | 3  | 7               |
|       | KAZ Cazaquistão     |                 | 1                | 2                 | 3  | 7               |
|       | KGZ Quirguistão     |                 | 1                | 2                 | 3  | 7               |
| 16    | BLR Bielorrússia    |                 | 1                | 1                 | 2  | 13              |
| 17    | GER Alemanha        |                 | 1                |                   | 1  | 17              |
|       | SVK Eslováquia      |                 |                  | 1                 | 1  | 17              |
|       | HUN Hungria         |                 | 1                |                   | 1  | 17              |
|       | LTU Lituânia        |                 | 1                |                   | 1  | 17              |
|       | TJK Tajiquistão     |                 | 1                |                   | 1  | 17              |
| 22    | ARM Armênia         |                 |                  | 2                 | 2  | 13              |
| 23    | COL Colômbia        |                 |                  | 1                 | 1  | 17              |
|       | KOR Coreia do Sul   |                 |                  | 1                 | 1  | 17              |
|       | IND Índia           |                 |                  | 1                 | 1  | 17              |
|       | IRI Irã             |                 |                  | 1                 | 1  | 17              |
|       | POL Polônia         |                 |                  | 1                 | 1  | 17              |
|       | CZE República Checa |                 |                  | 1                 | 1  | 17              |
|       | ROU Romênia         |                 |                  | 1                 | 1  | 17              |
| TOTAL | TOTAL               | 18              | 18               | 35                | 71 | —               |